# Shinatsuhiko
Shinatsuhiko (kojiki: 志那都比古神, nihonshoki: 級長津彦命) är en vindgud (fūjin) i japansk mytologi. Ett annat namn för denna gud är Shinatobe, som ursprungligen kan ha varit en separat vindgudinna.
Nihon Shoki uppgav att Shinatsuhiko föddes efter att Izanagi no Mikoto och Izanami no Mikoto skapade Japans åtta stora öar. Efter att dessa länder var färdiga blåste Izanagi på morgondimman som dolde dem och den blev då Shinatsuhiko, vindarnas gud. En shinto-liturgisk text eller rituell besvärjelse kallad "norito" riktade sig till guden i detta maskulina namn, medan ett annat namn - Shinatobe - tillskrevs vad som antas vara hans feminina version. Vissa källor kallade även vindgudarna för Ame no Mihashira (himmelens pelare) och Kuni no Mihashira (jordens/landets pelare) enligt tron att vinden stödde himlen. Dessa namn föregick Shinatsuhiko och Shinatobe.